# Агрикола, Александр
Алекса́ндр Агри́кола (нидерл. Alexander Agricola; настоящая фамилия, возможно, Аккерман [Ackerman], 1445 или 1446, по другим сведениям — около 1456, Гент — 15 августа, 1506, Вальядолид) — фламандский композитор, видный представитель франко-фламандской школы.

## Биография
Биографические сведения об Агриколе скудны и противоречивы.Согласно документам из городского архива Гента, Александр Агрикола родился в Генте как незаконнорожденный сын в состоятельной семье Генриха Аккермана и  Элизабет Напс.  Ранее считалось, что в 1471–74 он служил певчим при дворе герцога Сфорца в Милане. Идентичность Александра Агриколы и некоего известного в Италии гамбиста, упоминаемого в документах как «Александр Немец» (Alessandro Alemanno, Alessandro d'Alemagna), ныне оспаривается. Первый достоверный документ в биографии Александра Агриколы упоминает его в качестве викария в кафедральном соборе Камбре, в 1475-76 годах. О жизни Агриколы с 1476 по 1491 почти ничего неизвестно; по общему мнению он работал в эти годы во Фландрии и Франции. В 1491-93 годах жил и работал в Мантуе, Флоренции и Неаполе. Во флорентийском кафедральном соборе, где Агрикола служил певчим, возможно общался с Х. Изаком, которого также рассматривают как возможного автора музыкальной эпитафии для Агриколы (имеется в виду мотет «Nil prosunt lacrimae»). В 1494 году зафиксировано присутствие Агриколы при неаполитанском дворе. C 1500 года служил певчим у Филиппа I Красивого, герцога Бургундии и (c 1504) короля Кастилии. Агрикола сопровождал герцога в его путешествии в Вальядолид в 1506 году; там же он скоропостижно скончался от «жгучей лихорадки» (febris fervens). Место его захоронения неизвестно.
На смерть Агриколы неизвестный автор (возможно, Хуан де Анчиета) написал мотет под заголовком «Эпитафия Александру Агриколе, композитору короля Кастилии» (Epitaphion Alexandri Agricolae symphonistae regis Castillae). Этот мотет был напечатан в музыкальной антологии Георга Рау «Symphoniae jucundae» в 1538 году.

## Творчество
Агрикола прославился, прежде всего, как автор светской вокальной и инструментальной музыки, многоголосных (на 3-4 голоса) песен. В обработках, как правило, заимствовал (в качестве cantus firmus) отдельные голоса из сочинений Дюфаи, Окегема, Хайне ван Гизегема и менее известных композиторов. Известны рондо́ «En attendant» и виреле «Je n'ay deuil», 6-голосный мотет «Fortuna desperata» (на материале одноимённой популярной мелодии), шансон «Fors seulement» (на мелодию одноимённой шансон Окегема).
Менее известна церковная музыка Агриколы — автора 8 месс, в том числе — на знаменитую шансон «Malheur me bat». Наиболее интересна месса на фламандскую песню «In mijnen zin», где композитор провёл ряд необычных экспериментов с ритмом и метром. Среди церковной музыки Агриколы также магнификаты и другие многоголосные обработки песнопений мессы и оффиция (например, две обработки антифона «Salve Regina»), а также 18 мотетов (на 3-4 голоса). Авторство около 20 сочинений (в т.ч. мессы), ранее приписывавшихся Агриколе, ныне оспаривается. Из инструментальных сочинений внимание исследователей привлёк мотет (?) на 3 голоса с загадочным латинским заголовком (возможно, обыгрывающим высказывание Аристотеля) «Слепец не судит о цветах» (лат. Cecus non judicat de coloribus); мелодического прототипа этого сочинения в музыке других композиторов не обнаруживается.
О признании творческих заслуг Агриколы свидетельствует тот факт, что его многоголосные песни вошли в первый нотопечатный сборник «Harmonice musices odechaton», который был опубликован Оттавиано Петруччи в Венеции в 1501 г. «Великолепным» (magnificus) называет Александра Пьер Мулю (в мотете «Mater floreat», ок. 1517). Его (среди других знаменитостей) помещает в рай Элуа д'Амерваль (в своей поэме «Le livre de la déablerie», 1508).
Некоторые из неопубликованных сочинений Агриколы сохранились во многих рукописных копиях, например, шансон «Je n'ay deuil» — в 14, мотет «Si dedero» — в 30 копиях.

## Дискография (выборка)
- Agricola: Chansons (Ансамбль Феррара; deutsche harmonia mundi, 1988)